# Volokolamsk

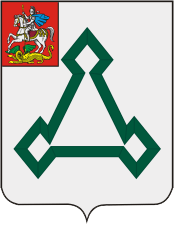
Volokolamsks vapen.

Volokolamsk (ryska Волокола́мск) är en stad i Moskva oblast i Ryssland. Staden hade 21 212 invånare i början av 2015. Under andra världskriget ägde flera häftiga strider mellan sovjetiska och tyska trupper rum vid Volokolamsk.